# Ача (приток Лебяжьей)
Ача — река в Новосибирской области России. Устье реки находится в 64 км от устья реки Лебяжья по правому берегу. Длина реки составляет 47 км. По устьевым трём километрам реки проходит граница между Новосибирской и Кемеровской областями. На 6 км от устья пересекается трассой Р255 (бывшая М53).

## Притоки
- 11 км: Сосновка
- ? км: Могильный
- ? км: Малая Речка
- 19 км: Большая Речка
- ? км: Елгин
- ? км: Зырянка
- 28 км: Топкая
- ? км: Ключевская

## Населённые пункты на реке
Верх-Ачино, Корнилово, Берёзовка, Ача, Юргинский.

## Данные водного реестра
По данным государственного водного реестра России относится к Верхнеобскому бассейновому округу, водохозяйственный участок реки — Томь от города Кемерово и до устья, речной подбассейн реки — Томь. Речной бассейн реки — (Верхняя) Обь до впадения Иртыша.